# Pierwiastek pierwotny
Pierwiastek pierwotny modulo {\displaystyle n} to taka liczba, że jej potęgi dają wszystkie możliwe reszty modulo {\displaystyle n,} które są względnie pierwsze z {\displaystyle n.}

## Przykłady
- Kolejnymi resztami modulo 5 z {\displaystyle 2^{k}} są: 2, 4, 3, 1. Liczba 2 jest pierwiastkiem pierwotnym modulo 5.

- Kolejnymi resztami modulo 7 z {\displaystyle 2^{k}} są: 2, 4, 1, 2,... Liczba 2 nie jest pierwiastkiem pierwotnym modulo 7.

- Kolejnymi resztami modulo 15 z {\displaystyle 2^{k}} są: 2, 4, 8, 1, 2,... Liczba 2 nie jest pierwiastkiem pierwotnym modulo 15.

- Aby liczba była pierwiastkiem pierwotnym modulo 15, jej reszta z dzielenia przez 3 musi być równa 2. Zatem jedynymi potencjalnymi pierwiastkami mod 15 są liczby: 2, 5, 8, 11, 14. Żadna z nich nie jest pierwiastkiem pierwotnym, więc takowy nie istnieje modulo 15.

- Pierwiastkiem pierwotnym modulo 2 jest 1, a pierwiastkiem pierwotnym modulo 4 jest 3.

## Warunek konieczny i dostateczny istnienia
Pierwiastek pierwotny modulo {\displaystyle n} istnieje wtedy i tylko wtedy, gdy {\displaystyle n} jest jedną z następujących liczb:
- potęgą liczb pierwszych nieparzystych {\displaystyle (n=p^{a},\ a\in \mathbb {N} ),}
- podwojoną potęgą liczb pierwszych nieparzystych {\displaystyle (n=2p^{a},\ a\in \mathbb {N} ),}
- liczbą 2 i 4.

### Dowód konieczności dlan{\displaystyle n}niebędących potęgami 2
Jeśli {\displaystyle n=p_{1}^{a_{1}}\cdots p_{k}^{a_{k}},} a {\displaystyle g} jest pierwiastkiem pierwotnym modulo n, to dla każdego {\displaystyle i\in {1,\dots ,k}} na mocy twierdzenia Eulera zachodzi:
{\displaystyle g^{\varphi (p_{i}^{a_{i}})}\equiv 1{\pmod {p_{i}^{a_{i}}}},}
gdzie {\displaystyle \varphi (n)} jest tocjentem Eulera
Zatem dla dowolnej liczby {\displaystyle N} podzielnej przez każdą z liczb {\displaystyle \varphi (p_{i}^{a_{i}})} zachodzi:
{\displaystyle g^{N}\equiv 1{\pmod {n}}.}
Gdyby wśród liczb {\displaystyle \varphi (p_{i}^{a_{i}})} były co najmniej dwie parzyste, to za liczbę N można by przyjąć (korzystając z własności funkcji Eulera dla iloczynu liczb względnie pierwszych):
{\displaystyle {\frac {1}{2}}\varphi (n)={\frac {1}{2}}\varphi (p_{1}^{a_{1}})\cdots \varphi (p_{k}^{a_{k}}),}
co przeczyłoby temu, że g jest pierwiastkiem pierwotnym, gdyż wtedy najmniejszą liczbą o tej własności jest {\displaystyle \varphi (n).}
Na mocy wzoru:{\displaystyle \varphi (p^{k})=p^{k-1}(p-1),} dla liczb pierwszych nieparzystych oraz potęg dwójki większych od 1 funkcja Eulera przyjmuje wartości parzyste. Zatem w rozwinięciu {\displaystyle n} na czynniki pierwsze nie mogą występować dwie różne liczby pierwsze nieparzyste, a jeśli liczba ma dzielnik nieparzysty, to dwójka występuje w co najwyżej pierwszej potędze.

### Dowód istnienia dla liczb pierwszych
Dla dowolnego {\displaystyle d} – dzielnika liczby {\displaystyle (p-1)} wielomian nad ciałem {\displaystyle \mathbb {Z} _{p}{:}} {\displaystyle x^{d}-1} ma {\displaystyle d} różnych pierwiastków, ponieważ wielomian {\displaystyle x^{p-1}-1} ma {\displaystyle p-1} różnych pierwiastków na mocy małego twierdzenia Fermata, wielomian stopnia {\displaystyle p-1-d} ma co najwyżej {\displaystyle p-1-d} różnych pierwiastków, a zachodzi {\displaystyle x^{p-1}-1=(x^{d}-1)w(x),} gdzie {\displaystyle w(x)} jest stopnia {\displaystyle p-1-d.}
Niech {\displaystyle p-1=p_{1}^{a_{1}}\cdots p_{k}^{a_{k}}.} Każdy wielomian {\displaystyle x^{p_{i}^{a_{i}}}-1} ma {\displaystyle p_{i}^{a_{i}}} różnych pierwiastków, więc wśród nich istnieje taki (oznaczmy go {\displaystyle r_{i}}), który nie jest pierwiastkiem wielomianu {\displaystyle x^{p_{i}^{a_{i}-1}}-1.} Zatem {\displaystyle r_{i}} jest elementem grupy multiplikatywnej {\displaystyle \mathbb {Z} _{p}} o rzędzie {\displaystyle p_{i}^{a_{i}}.} Zgodnie z twierdzeniem o rzędzie iloczynu elementów o rzędach względnie pierwszych w grupie przemiennej iloczyn wszystkich {\displaystyle r_{i}} ma rząd {\displaystyle p-1} i jest generatorem grupy.
Pełny dowód twierdzenia znajduje się w.
W języku algebry: element {\displaystyle g} w grupie multiplikatywnej reszt modulo {\displaystyle n} względnie pierwszych z modułem, taki że {\displaystyle rz(g)=\varphi (n)} (funkcja φ Eulera) nazywamy pierwiastkiem pierwotnym.